# Frumosu
Frumosu è un comune della Romania di 3 579 abitanti, ubicato nel distretto di Suceava, nella regione storica della Bucovina.
Il comune è formato dall'unione di 3 villaggi: Deia, Dragoșa, Frumosu.